# Diecezja Cancún-Chetumal
Diecezja Cancún-Chetumal (łac. Diœcesis Cancunensis-Chetumaliensis) – diecezja Kościoła rzymskokatolickiego w Meksyku, sufragania archidiecezji jukatańskiej. 

## Historia
Została erygowana jako prałatura terytorialna 23 maja 1970 roku przez papieża Pawła VI bullą Qui ad Beati Pauli. Wierni z tych terenów należeli wcześniej do archidiecezji jukatańskiej. Decyzją papieża Franciszka w 2020 roku podniesiona do rangi diecezji.

## Główne świątynie
- Katedra: Katedra Trójcy Przenajświętszej w Cancún
- Konkatedra: Konkatedra Najświętszego Serca Pana Jezusa w Chetumal

## Ordynariusze

### Prałaci terytorialni
- Jorge Bernal Vargas LC (1973 – 2004)
- Pedro Pablo Elizondo Cárdenas LC (2004 – 2020)

### Biskupi diecezjalni
- Pedro Pablo Elizondo Cárdenas LC (od 2020)